# Carrière Barrois
Pour les articles homonymes, voir Barrois (homonymie).
L'ancienne carrière Barrois également appelée carrière de Freyming-Merlebach est située dans le Warndt dans le département de la Moselle, en région Lorraine (France), et est partagée entre les territoires des communes de L'Hôpital (Moselle), Freyming-Merlebach et Saint-Avold le long de la frontière franco-allemande de la Sarre. 
De la carrière a été tiré du grès bigarré et du sable. C'est la plus importante des carrières du bassin houiller lorrain.

## Toponymie
Le nom de Barrois vient du nom de Charles Barrois (géologue) (1851-1939) et du puits de mine homonyme qui avait été foncé dans la carrière qui porte son nom. Charles Barrois était un géologue français issu d'une famille de grands industriels du Nord de la France.

## Géographie

### Topographie
Le gisement de grès bigarré anciennement exploité par cette carrière est situé dans la forêt du Dœrenbach, dans région du Warndt, le long de la frontière franco-allemande, entre 220 et 321 mètres d'altitude, surplombant la vallée de la Merle (ruisseau). Il s'étend sur le territoire nord des communes de L'Hôpital, Freyming-Merlebach et Saint-Avold, et légèrement sur le territoire allemand près des puits des anciennes mines charbon de Sainte-Fontaine et de Peyerimhoff.

## Géologie
Le sol est sablonneux, résultant de l’altération de grès bigarrés  d'épaisseur variable (grès du Trias inférieur).
Les grès bigarrés se présentent sous forme de grès siliceux friables, de teinte jaunâtre à rouge, formés de grains de quartz roulés. Ils renferment une importante proportion d'oxydes de fer, parfois réunis sous forme de plaquettes de limonite. On y observe aussi des nodules d'oxyde de manganèse. Ces grès renferment parfois de petits galets de quartz et quartzites et de petites lentilles d'argile rouge.
À proximité se trouve le terril de l'ancienne mine de charbon de Sainte-Fontaine composé de schistes carbonifères.

### Minéralogie

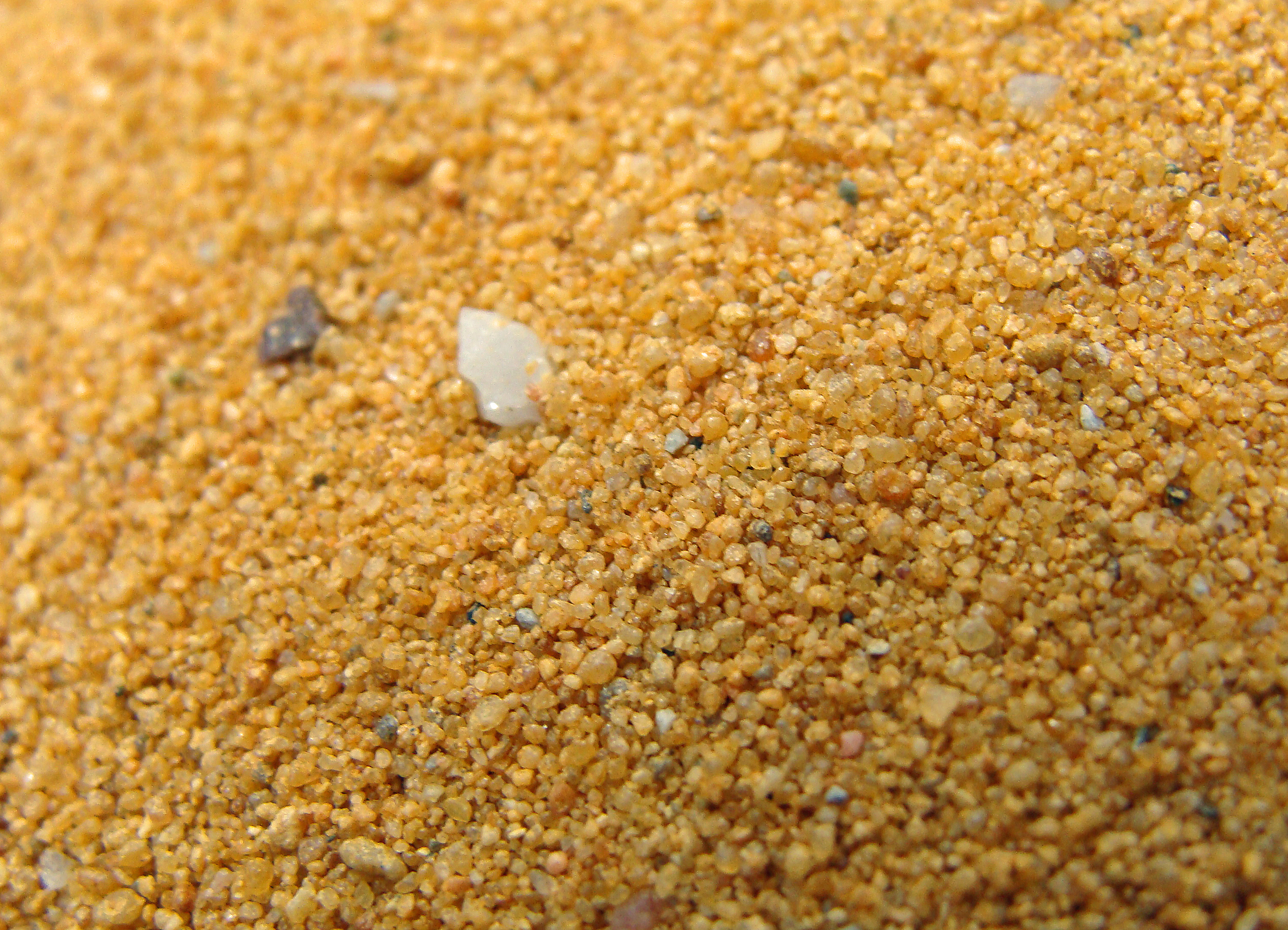
Sable siliceux jaune avec grains de quartz blanc.
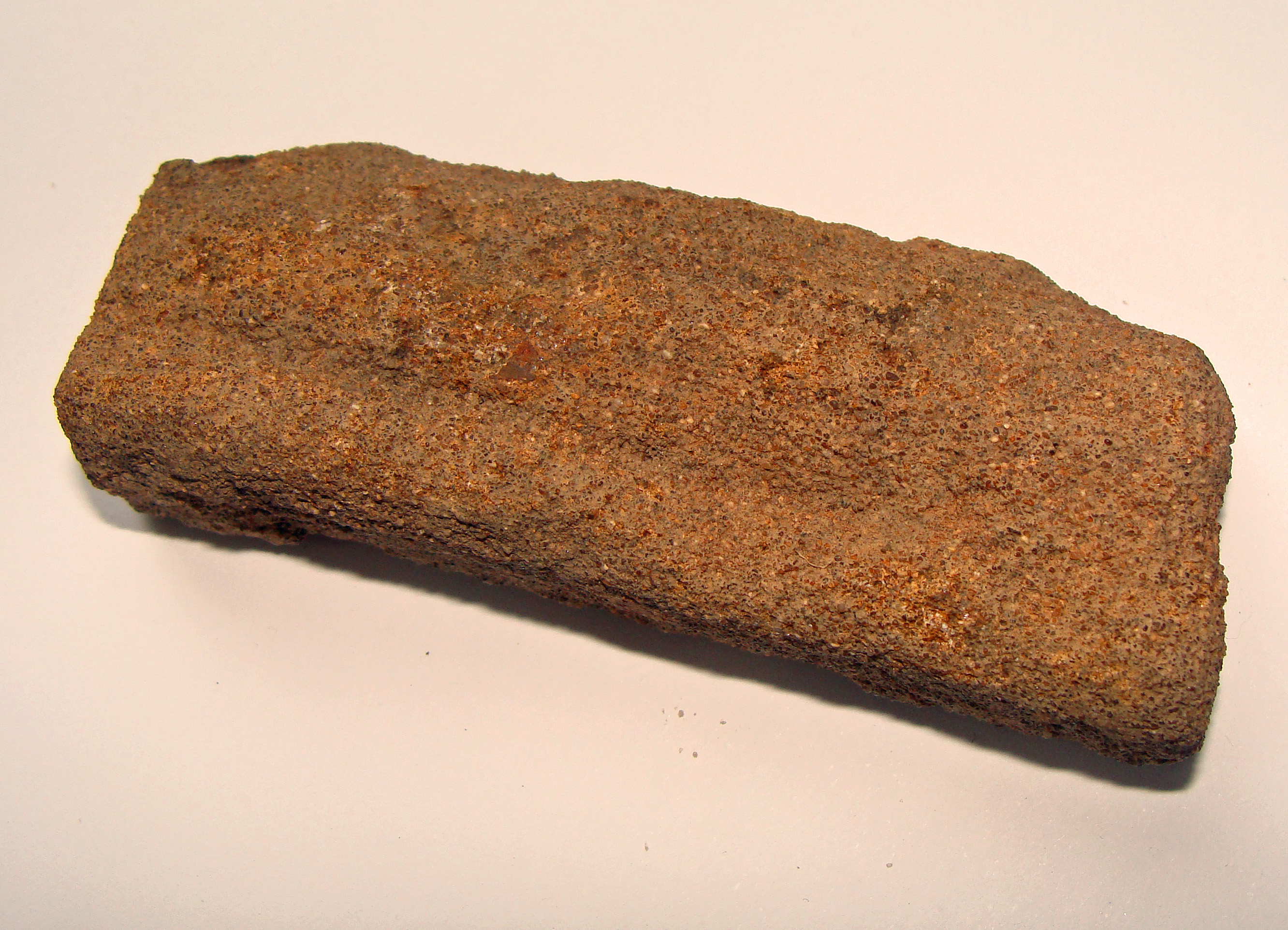
Limonite.
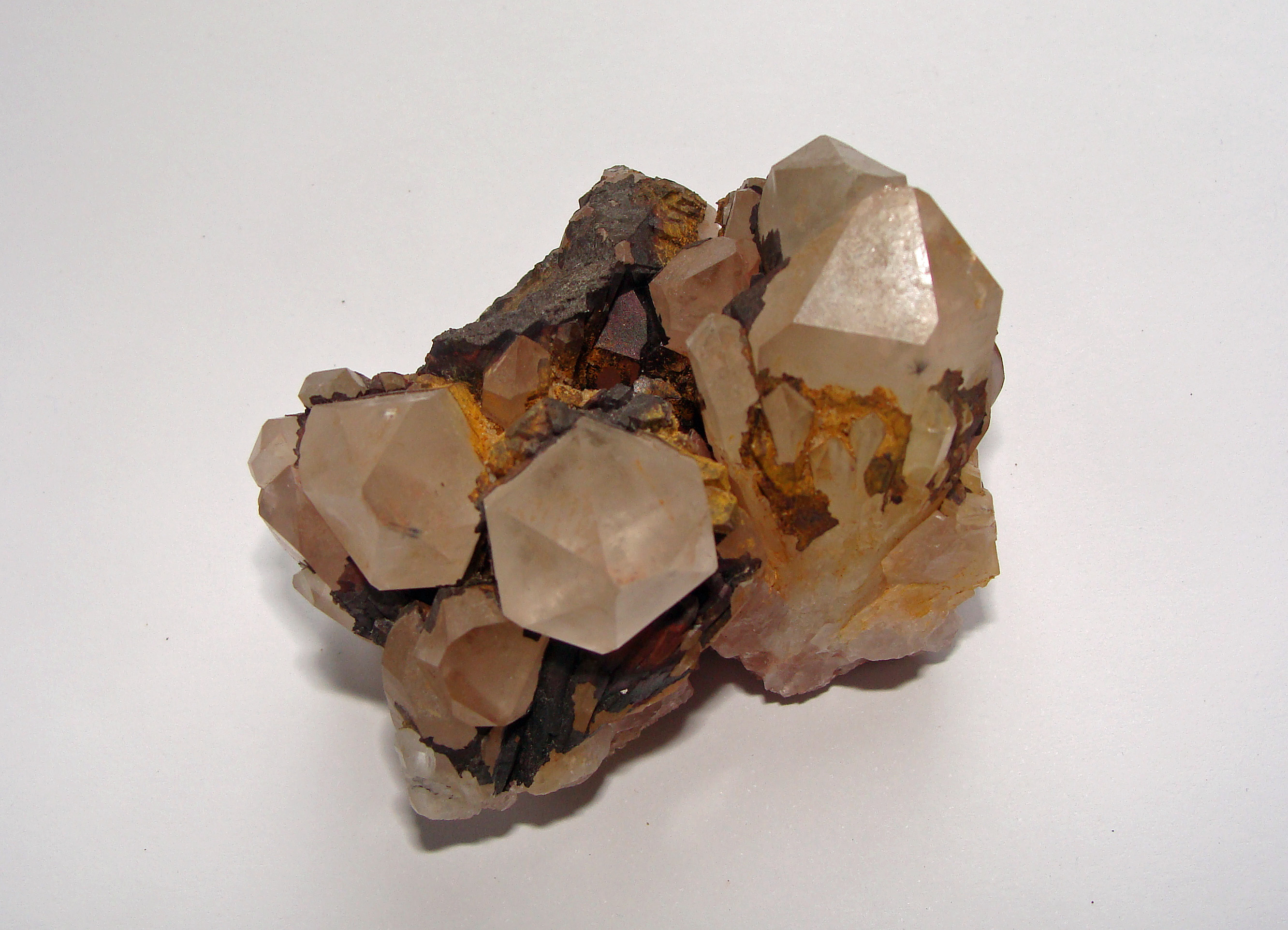
Cristaux de quartz et limonite.
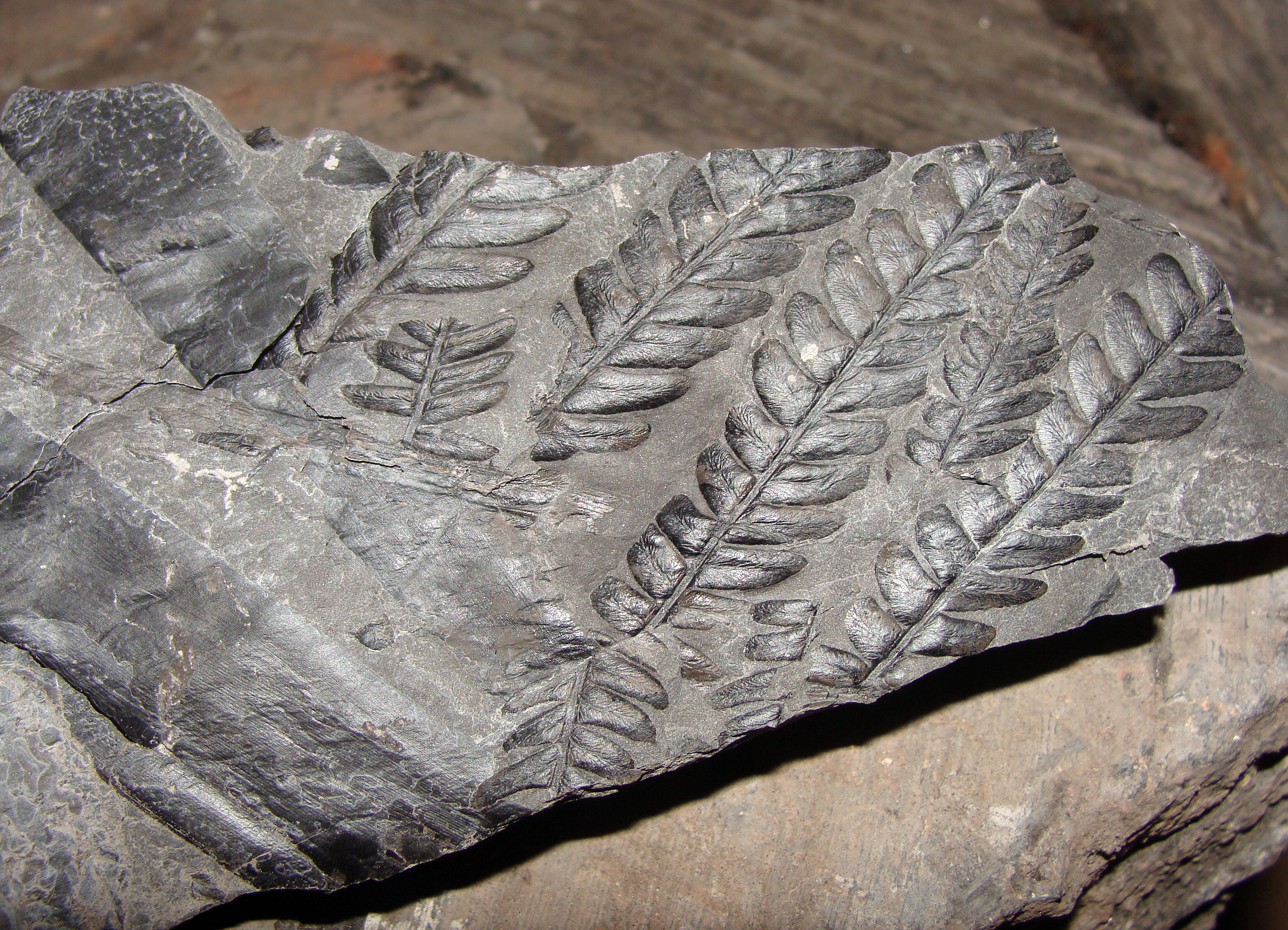
Schistes carbonifères.

### Les cheminées de fée
La cheminée de fée est une colonne naturelle de roches. Cette colonne, aux formes parfois étranges, est le résultat de différents phénomènes d'érosion et peuvent atteindre plusieurs dizaines de mètres de haut. 
L'érosion d'une cheminées peut avoir une ou plusieurs origines. Il peut ainsi s'agir de la force de l'écoulement des eaux de pluie et des réactions chimiques entre ces roches et les eaux. La force du vent a également un impact non négligeable tout comme la succession de périodes de  gel et de dégel qui détruit la roche par dilatation,.
Les colonnes des cheminées de fée sont constituées de strates (plusieurs couches de sol superposées) composées de roches friables (des grès triasique par exemple) alors que leur sommet est composé d'une couche de protection (par exemple une couche de grès ou une grosse pierre plus dure) bien plus résistante à l'érosion. Ce casque de protection protège de l'érosion les couches friables positionnées en dessous tandis que les couches voisines disparaissent au fil du temps,.
Le poids de la roche dure qui surplombe la colonne renforce également la résistance de la colonne. En effet, le poids applique une pression interne sur les couches de la colonne. Cela conduit à un tassement des roches qui renforce la résistance. 

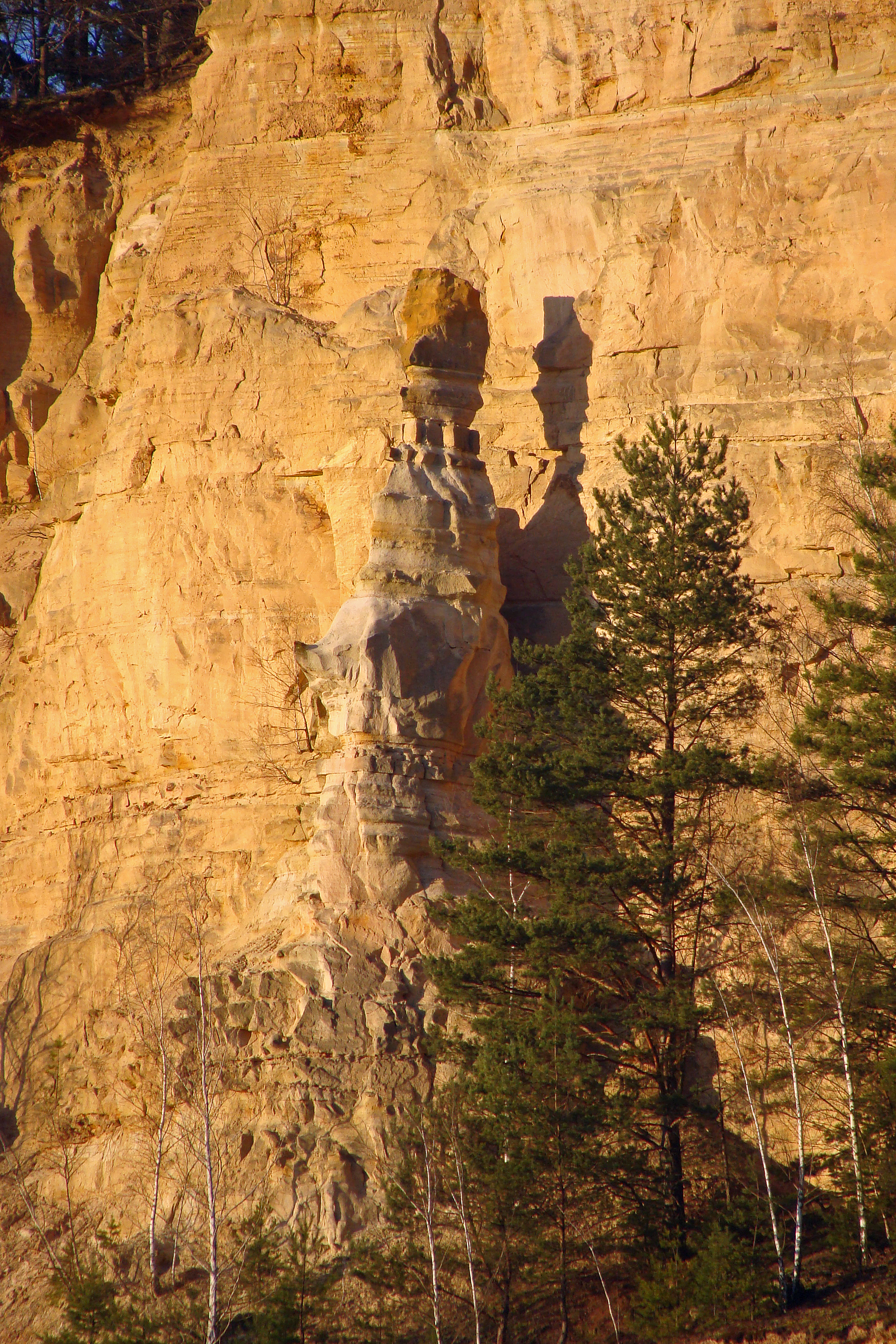
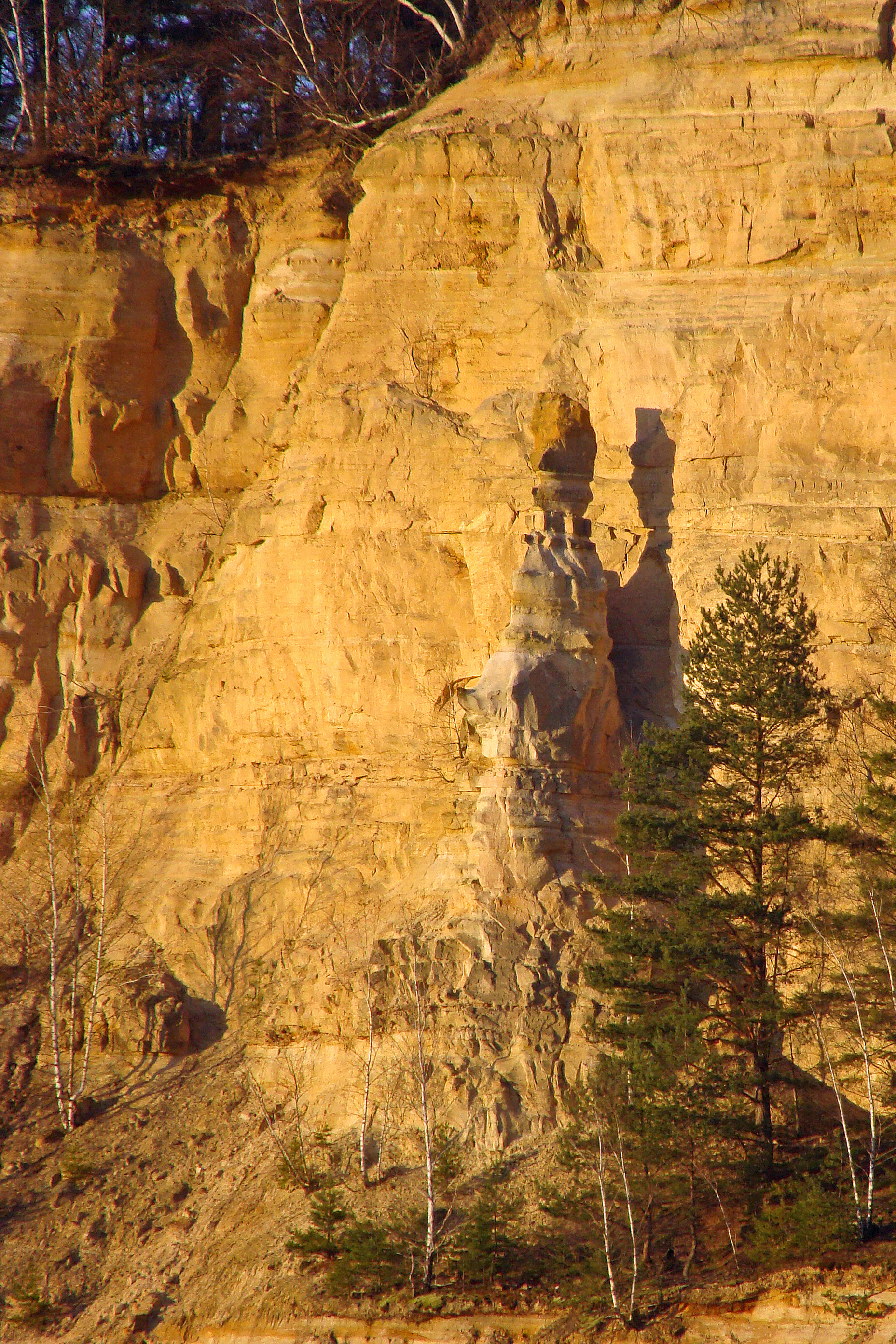
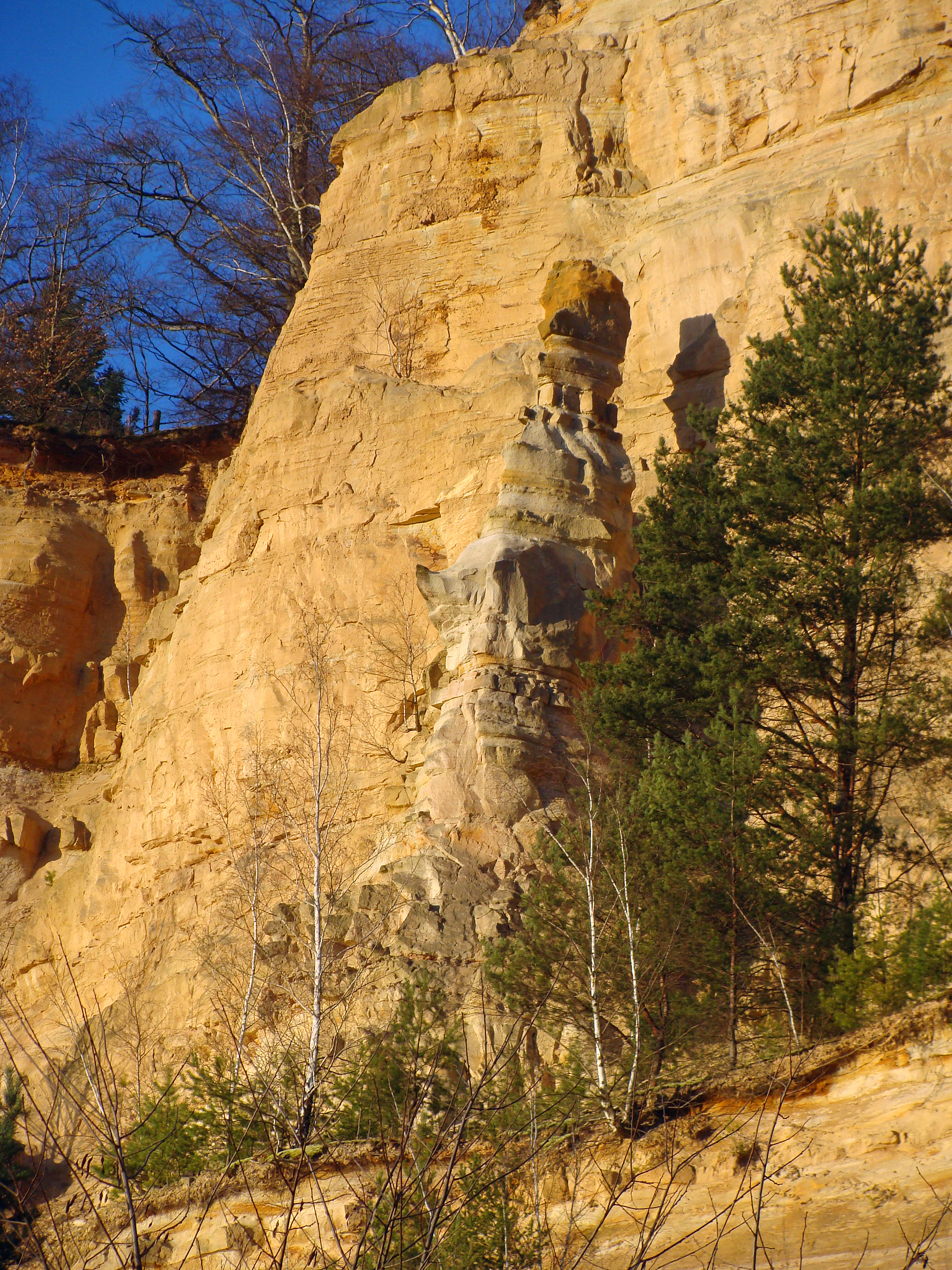
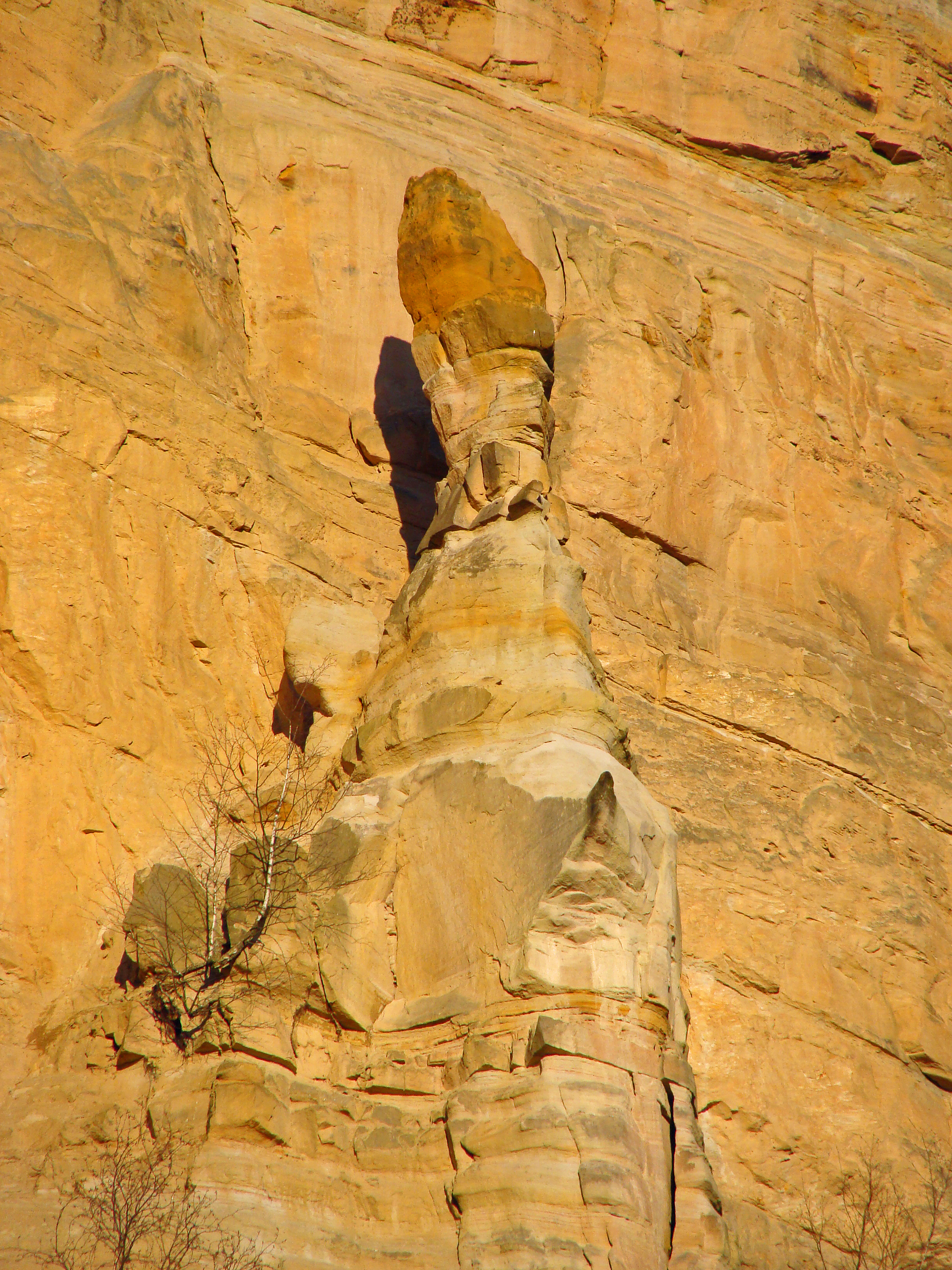
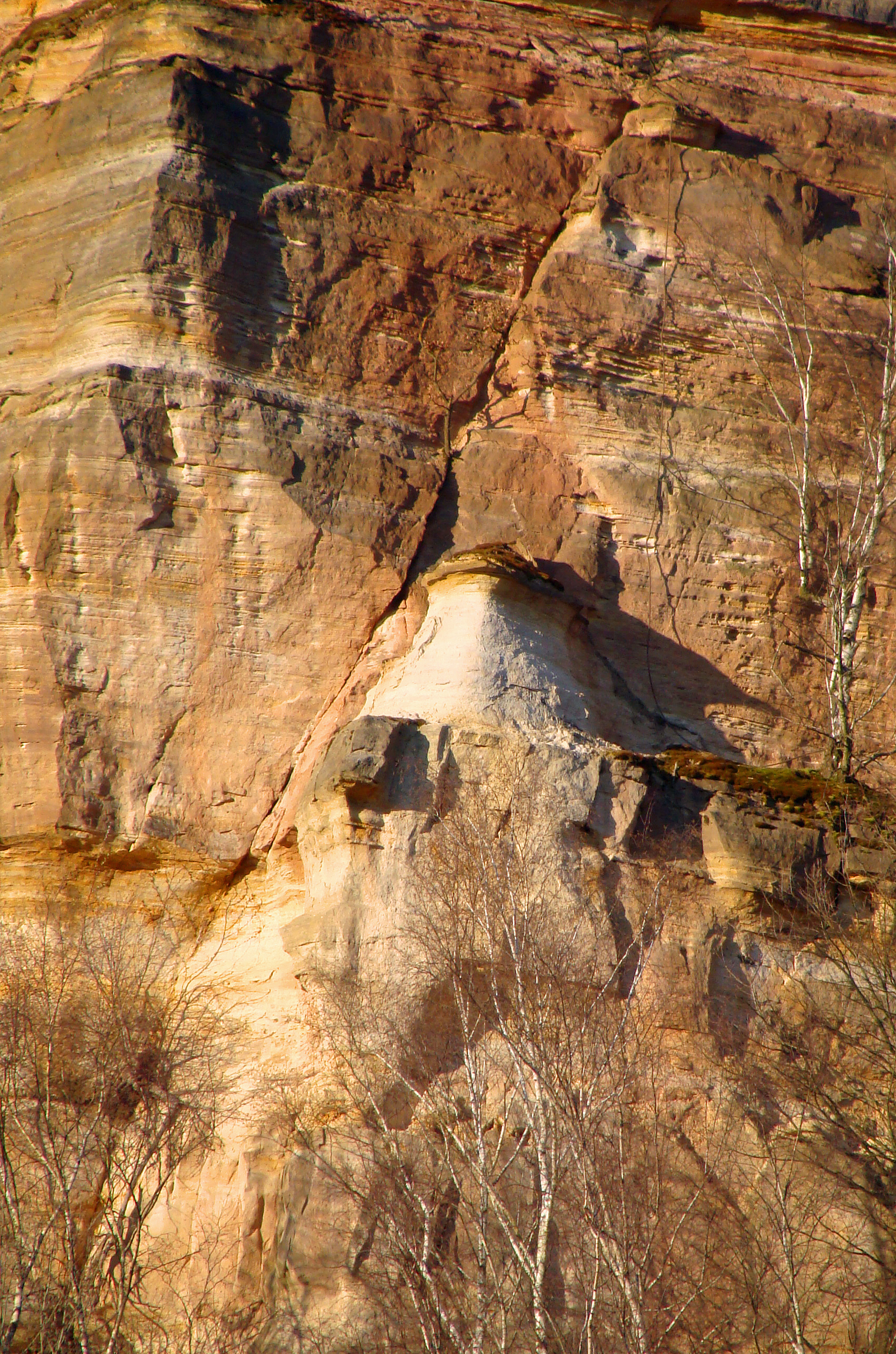

### Formations rocheuses
La carrière est soumise à différentes formes d'érosion. Le degré d'érosion dépend des caractéristiques de la roche:
- de la dureté (voir échelle de Mohs) et de la cohésion de ses minéraux ;
- de sa dilatation thermique ;
- des réactions chimiques possibles entre ses minéraux et le milieu.

Les grès subissent une érosion mécanique due au gel ou à la chaleur (chocs thermiques) et une érosion par l'eau, mécanique ou chimique. On peut noter également des phénomènes d'érosion éolienne.

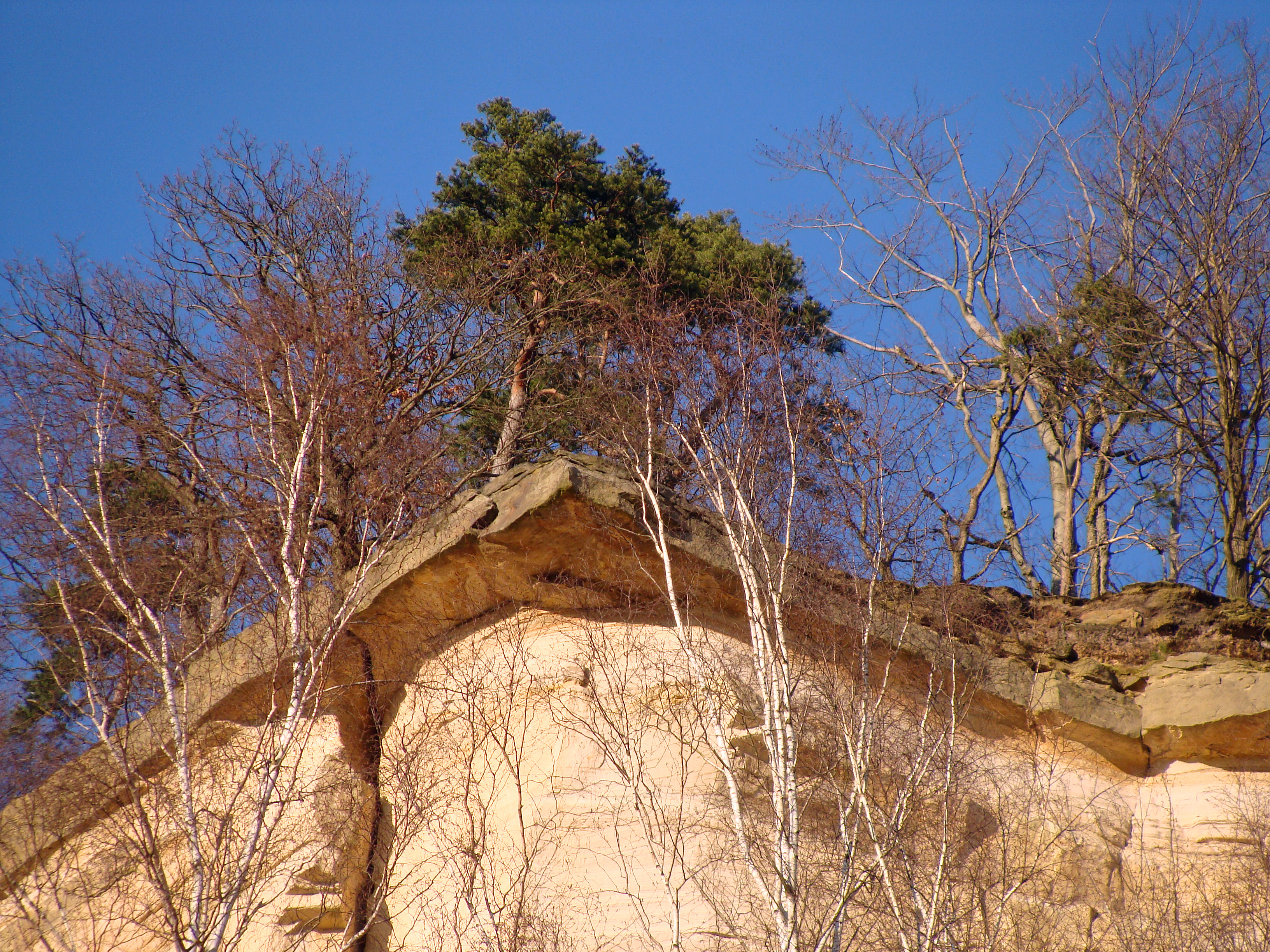
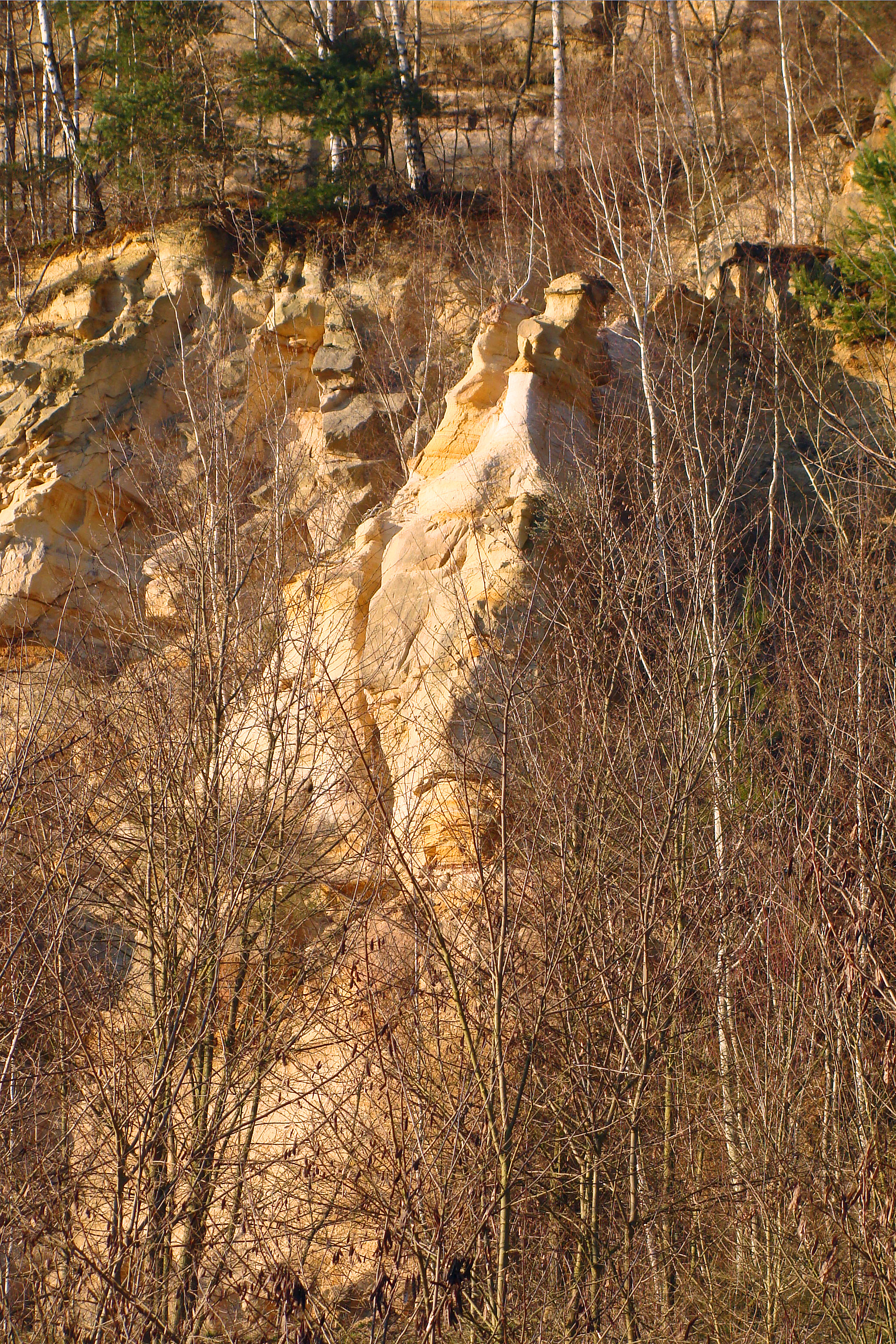

## Description

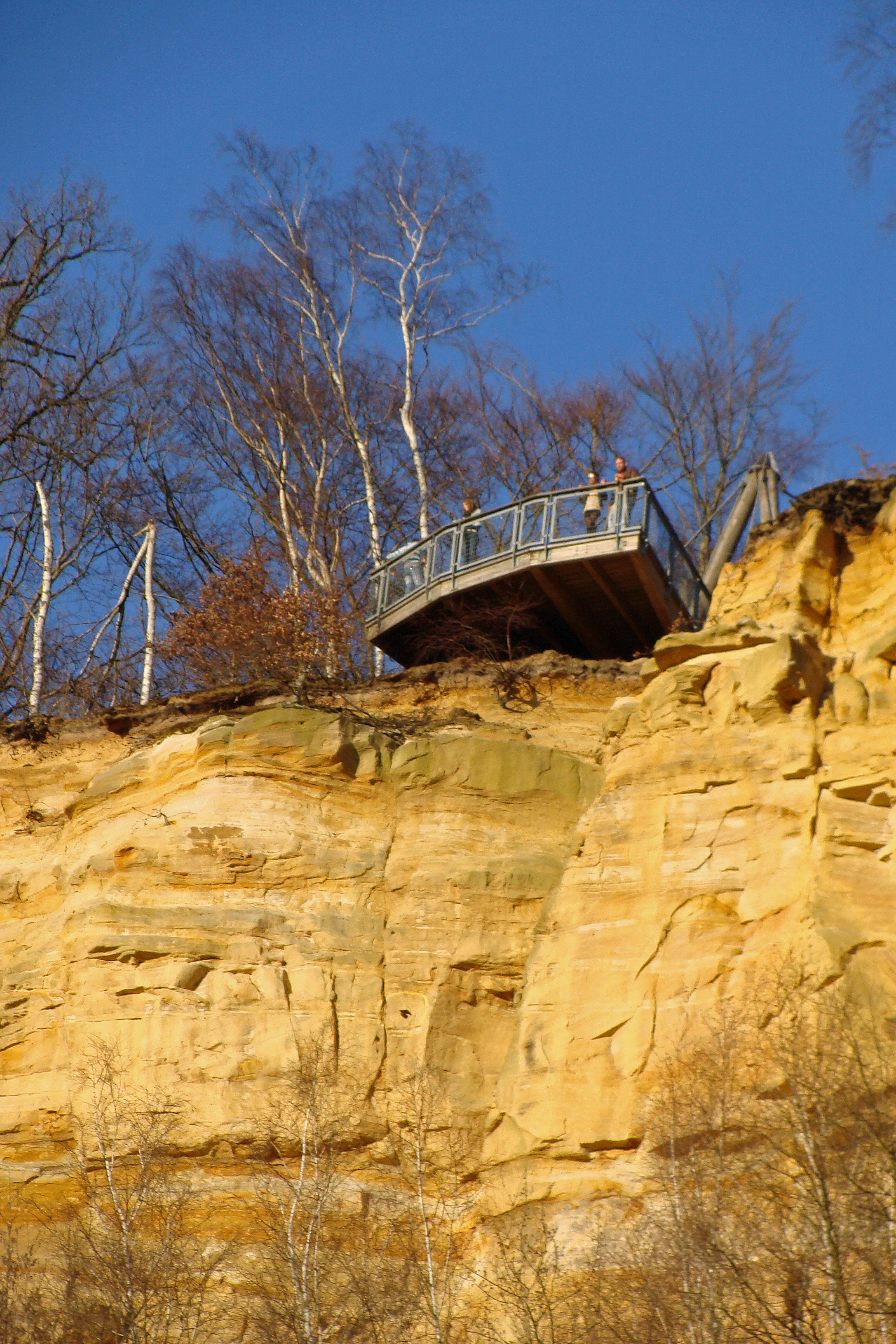
Plate-forme panoramique.

Située entre les communes de L'Hôpital, Saint-Avold et Freyming-Merlebach le long de la frontière franco-allemande, l'ancienne carrière de grès et de sable longe l'espace naturel de la forêt du Warndt classé Réseau Natura 2000 côté allemand. Elle est la plus grande de tout le bassin houiller lorrain. Elle est bordée côté Sud de l'ancien terril de la mine de charbon de Sainte-Fontaine. Exploitée de 1920 à 2001 pour remblayer les vides laissés par l'exploitation charbonnière, elle se présente comme un profond canyon, long de 7,5 km et large de 850 m. Le fond est occupé par divers plans d'eau dus aux remontées de la nappe phréatique et alimentés en intermittence par le Doerrenbach (ruisseau). La roche se présente comme un grès bigarré triasique friable. Après la fin de l'exploitation charbonnière dans le bassin houiller de Lorraine, le site a été mis en sécurité et renaturée par la société des Charbonnages de France de 2001 à 2004 et ouvert au public le 2 octobre 2010. La nature y reprend lentement ses droits. Seul le terril de Sainte-Fontaine reste exploité par la société Solodet (Société Lorraine d'Exploitation des Terrils).
La carrière permet la découverte de paysages surprenants le long de parcours aménagés. Plusieurs chemins, pistes cyclables, 2 belvédères, 23 panneaux d'information permettent de découvrir la richesse de cet espace renaturé. La Directive Territoriale des Bassins Miniers Nord Lorrains précise que soit conservé un corridor écologique entre les forêts allemandes et françaises.
Le GECNAL (Groupement d’étude et de conservation de la nature en Lorraine) du Warndt y observe une faune et une flore protégée. Des espèces rares y trouvent refuge (sérotine de Nilsson, pélobate brun, crapaud vert, grand duc d'Europe, blongios nain, butor étoilé...) dans les espaces humides, les falaises et les landes de sable à nu. On y observe des insectes rares (Œdipode aigue-marine, Agrion nain, Sympetrum danae...). Des visites guidées y sont organisées par les associations locales et l'office du tourisme de Freyming-Merlebach.
Depuis les deux belvédères de L'Hôpital et de Freyming-Merlebach, impressionnantes vues panoramiques sur la carrière et le paysage alentour.

## Historique du site
Époque gallo-romaine : à Sainte-Fontaine, commune de Freyming-Merlebach,  s'élevait non loin de l'actuelle carrière, un temple près d'une source sacrée. Les vestiges en étaient encore visibles au XVIIIe siècle. Au nord de la carrière, le long de l’actuelle frontière franco-allemande qui traverse transversalement la vallée du Doerrenbach (ruisseau), passe l’ancienne grande voie romaine de Metz-Mayence-Worms d'axe ouest-est.
En 1752, découverte à Sainte-Fontaine d'une stèle représentant la déesse gauloise Sirona.
En 1815, une partie importante de la forêt de Karlsbrunn située au nord de la carrière devient prussienne.
En 1820, 1864, 1867 et 1869 découverte sur le site de Sainte-Fontaine de nombreux vestiges archéologiques gallo-romains : vase en bronze, statuette en bronze du dieu Mercure, bas-relief représentant une déesse, parties de statues diverses en pierre ainsi que des monnaies,.

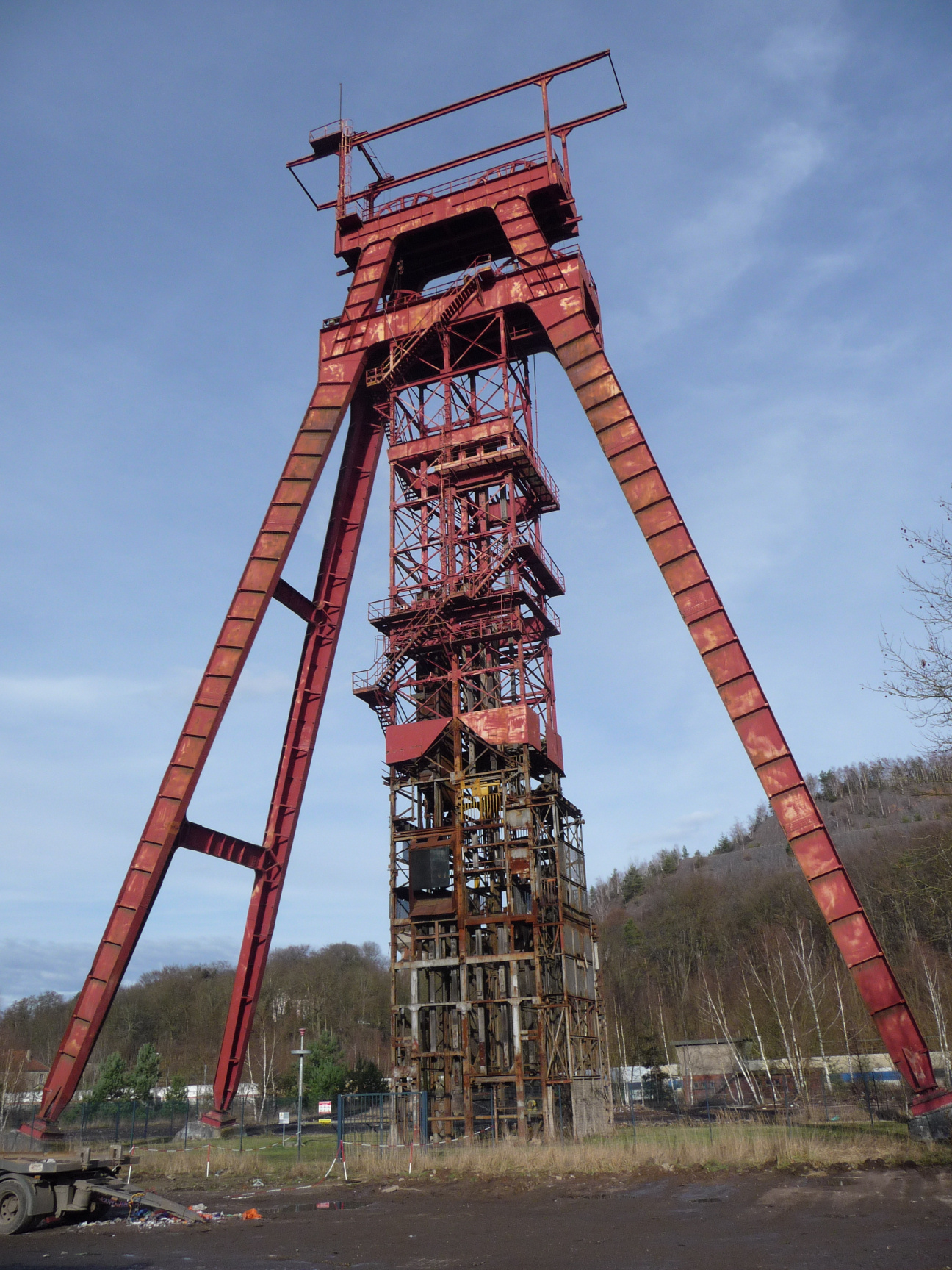
Ancien puits de Sainte-Fontaine.

En 1908 on fonce près de la carrière à la hauteur de la confluence du Doerrenbach (ruisseau) et de la Merle (ruisseau), le puits de Sainte-Fontaine (aussi appelé puits Waldemar Müller) qui restera en activité jusqu'en 1986. Son chevalement est inscrit aux monuments historiques. 
En 1910 à Sainte-Fontaine, fonçage du puits August Thyssen (également appelé puits Peyrimhoff). L'emplacement est situé dans l'actuelle carrière Barrois.
Le 23 octobre 1953 par suite du référendum, la Sarre qui était sous administration française et dont font partie les villages et villes ainsi que la forêt située au nord de la carrière (Lauterbach, Karlsbrunn, Völklingen), intègrent la république fédérale allemande.
De 1920 à 2001, le cours du Doerrenbach qui se déversait directement dans la Merle à hauteur de Sainte-Fontaine se voit considérablement modifié par le creusement de la carrière Barrois et l’élévation du terril de Sainte-Fontaine consécutif à l’exploitation charbonnière. Par suite des travaux, il s’écoule de nos jours en direction de différents plans d’eau situés à l’intérieur de la carrière, dont le système hydrographique s’écoule en direction de la Merle.
L'arrêté no 2007-DEDD/IC-449 du 19 décembre 2007 autorise la société Surschiste à exploiter le terril de schistes de Sainte-Fontaine qui se trouve proche de la carrière Barrois, sur le territoire de la commune de Freyming-Merlebach. 
Après la fin de l'exploitation charbonnière dans le bassin houiller de Lorraine, le site de la carrière Barrois et ses alentours ont été mis en sécurité et renaturés par la société des Charbonnages de France de 2001 à 2004. La carrière Barrois est ouverte au public depuis le 2 octobre 2010.

## Accès
Divers accès sont possibles :
1 ) Entrée par le chemin forestier par L'Hôpital, cité La Colline (le long de la frontière allemande).
2 ) Entrée par la cité Sainte-Fontaine depuis la route départementale (D 26) L'Hôpital - Freyming-Merlebach.
3 ) Entrée par la roseraie de Freyming-Merlebach, près de la cité Reumaux.
4 ) Entrée du quartier du Hochwald, près de l'hôpital de Freyming-Merlebach.
5 ) Entrée Warndt par la forêt en arrivant depuis l'Allemagne.
L'accès est interdit à tout véhicule à moteur, les espaces sont protégés.

## Galerie de photographies

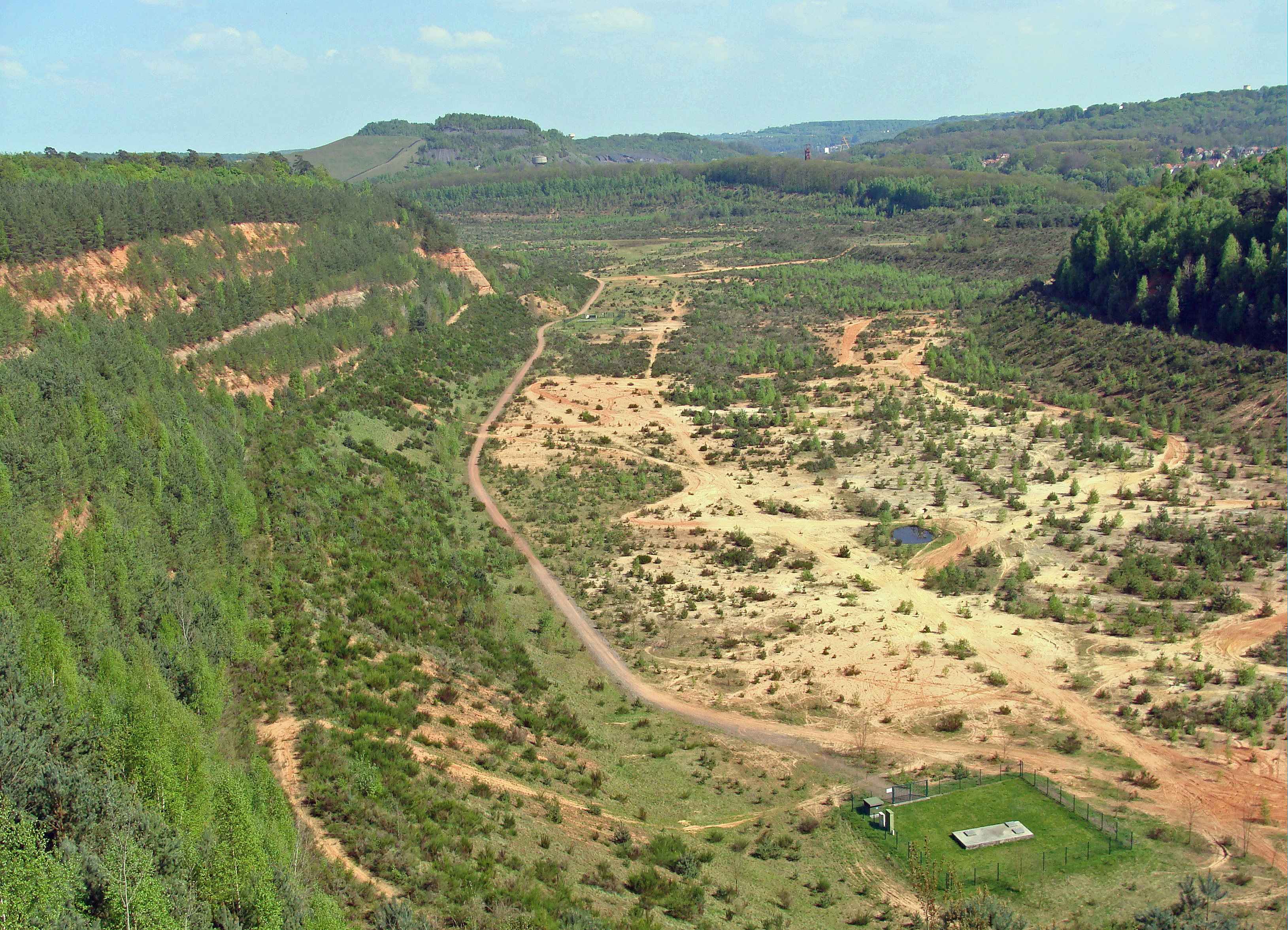
Carrière Barrois, vue générale prise du belvédère de L'Hôpital.
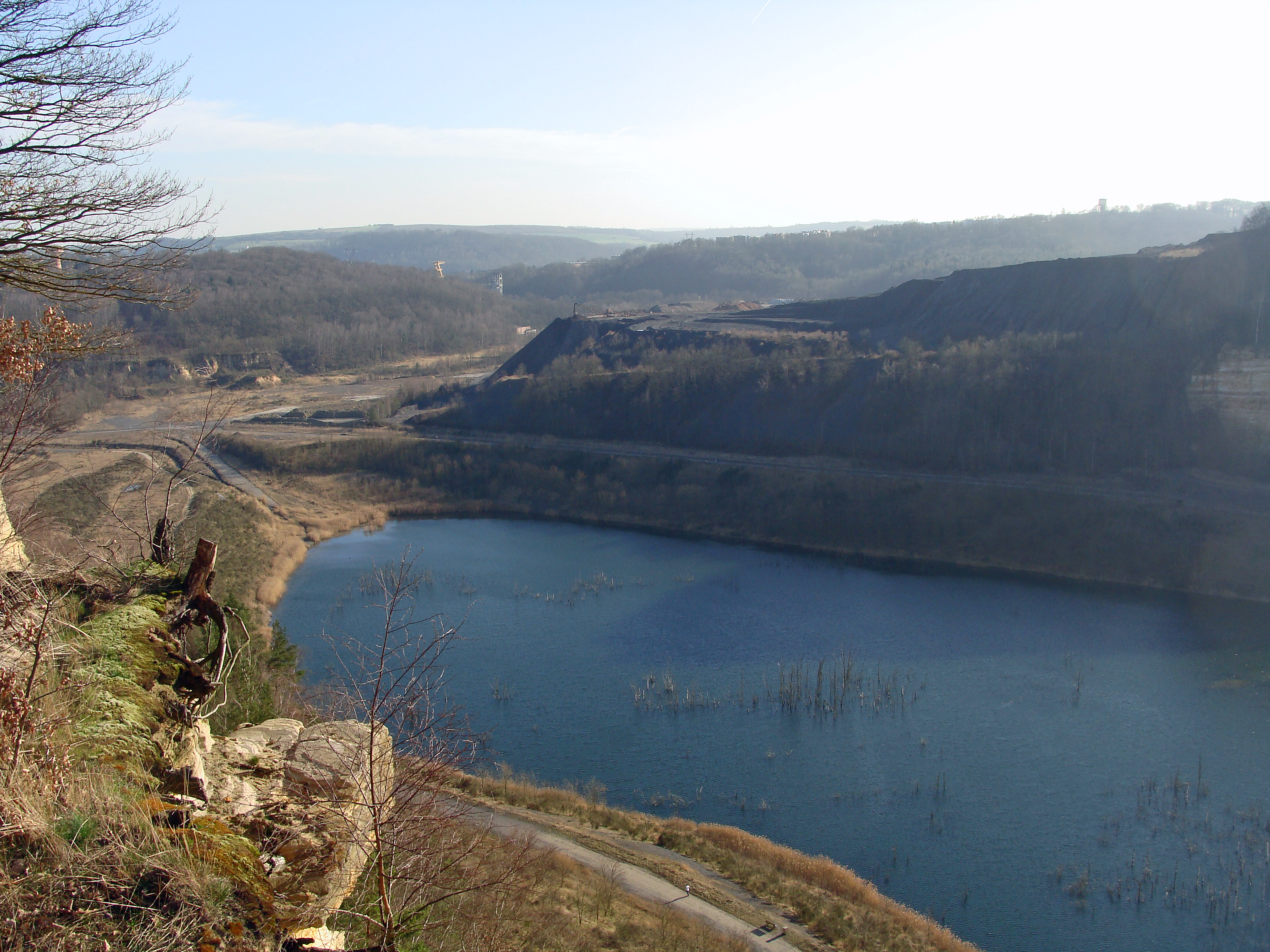
Carrière Barrois, vue de la plate-forme d'observation.
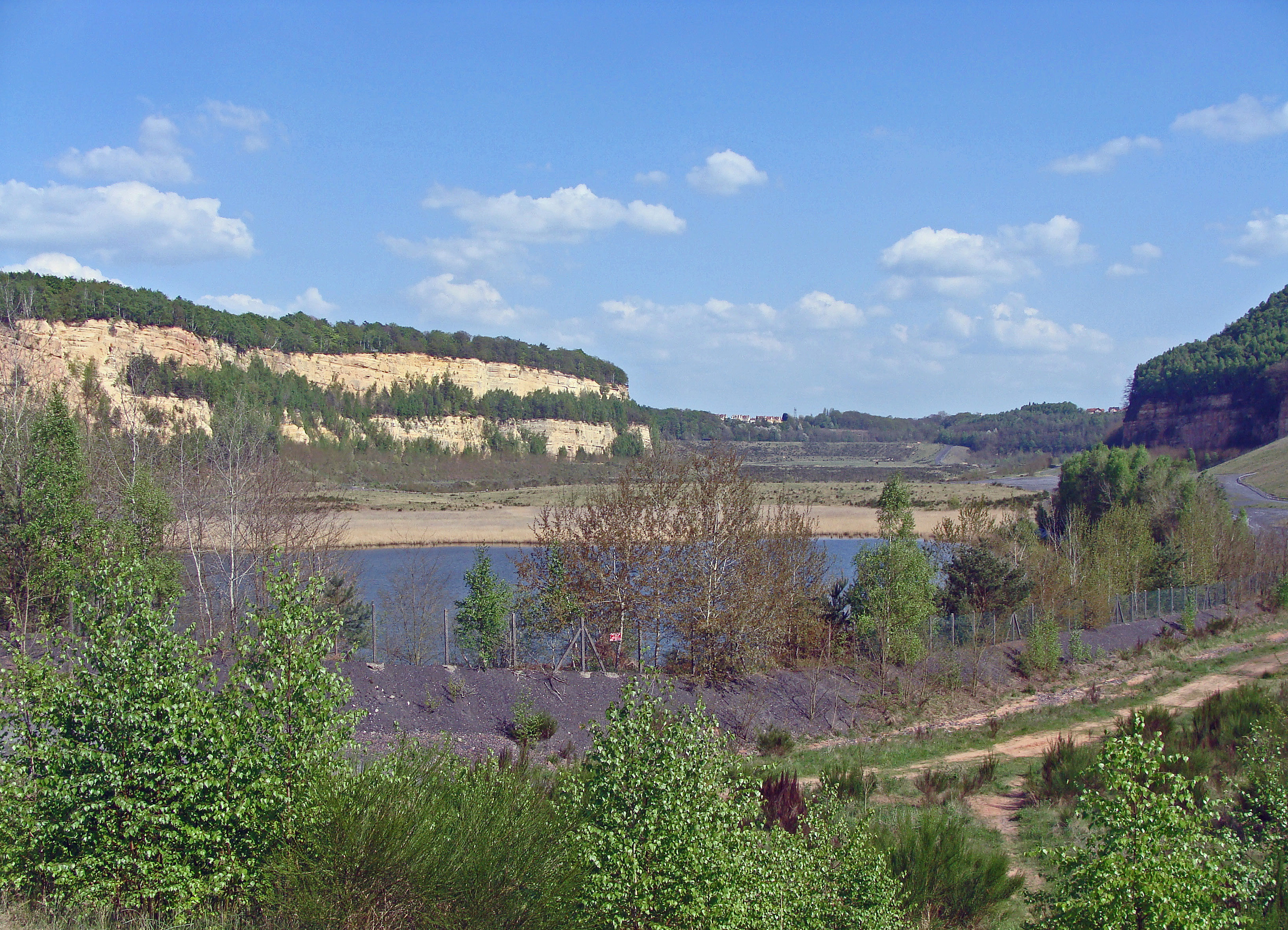
Carrière Barrois, plan d'eau et espaces naturels.
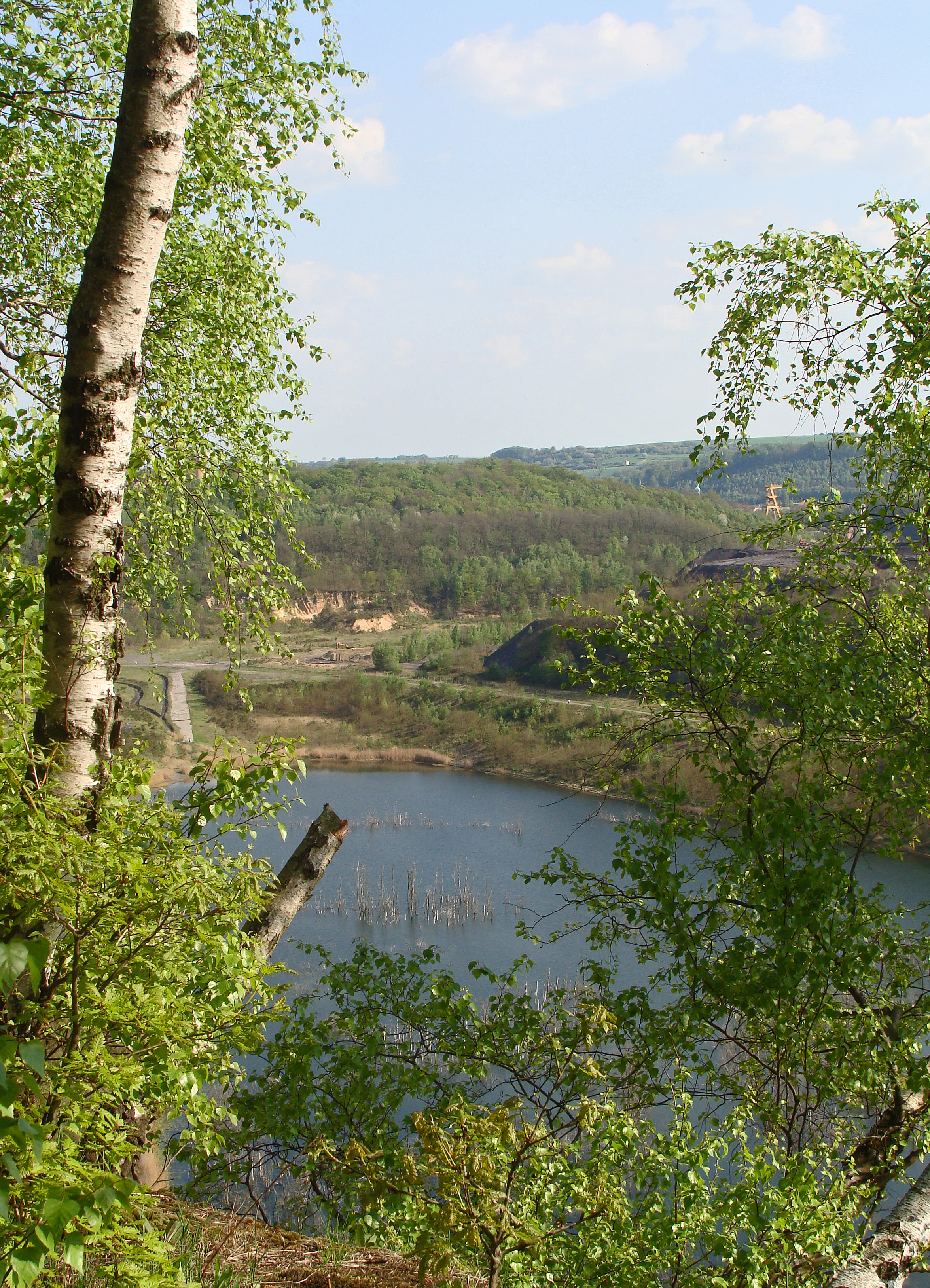
Carrière Barrois, vue vers Sainte-Fontaine.
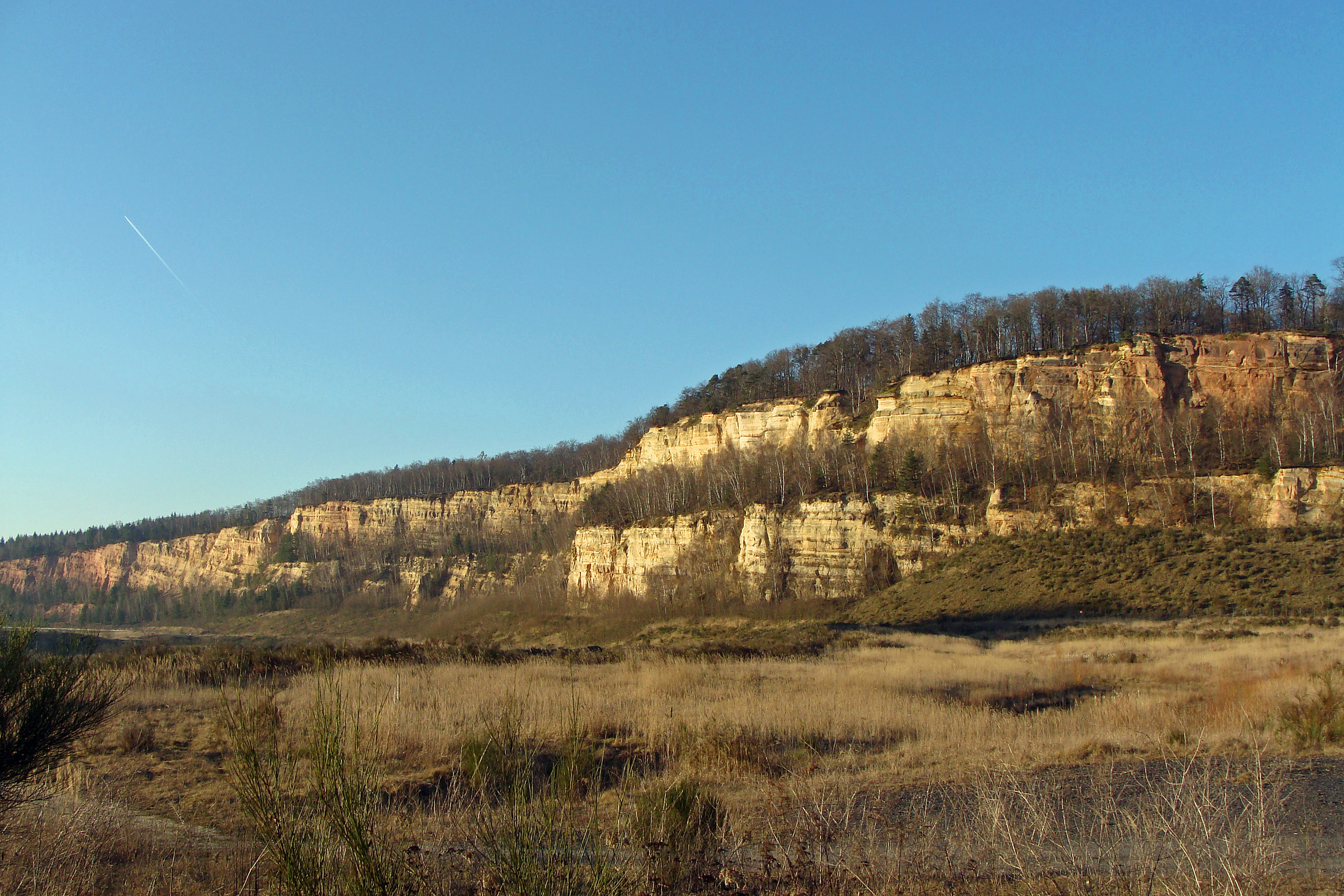
Ancien front de taille de la carrière.
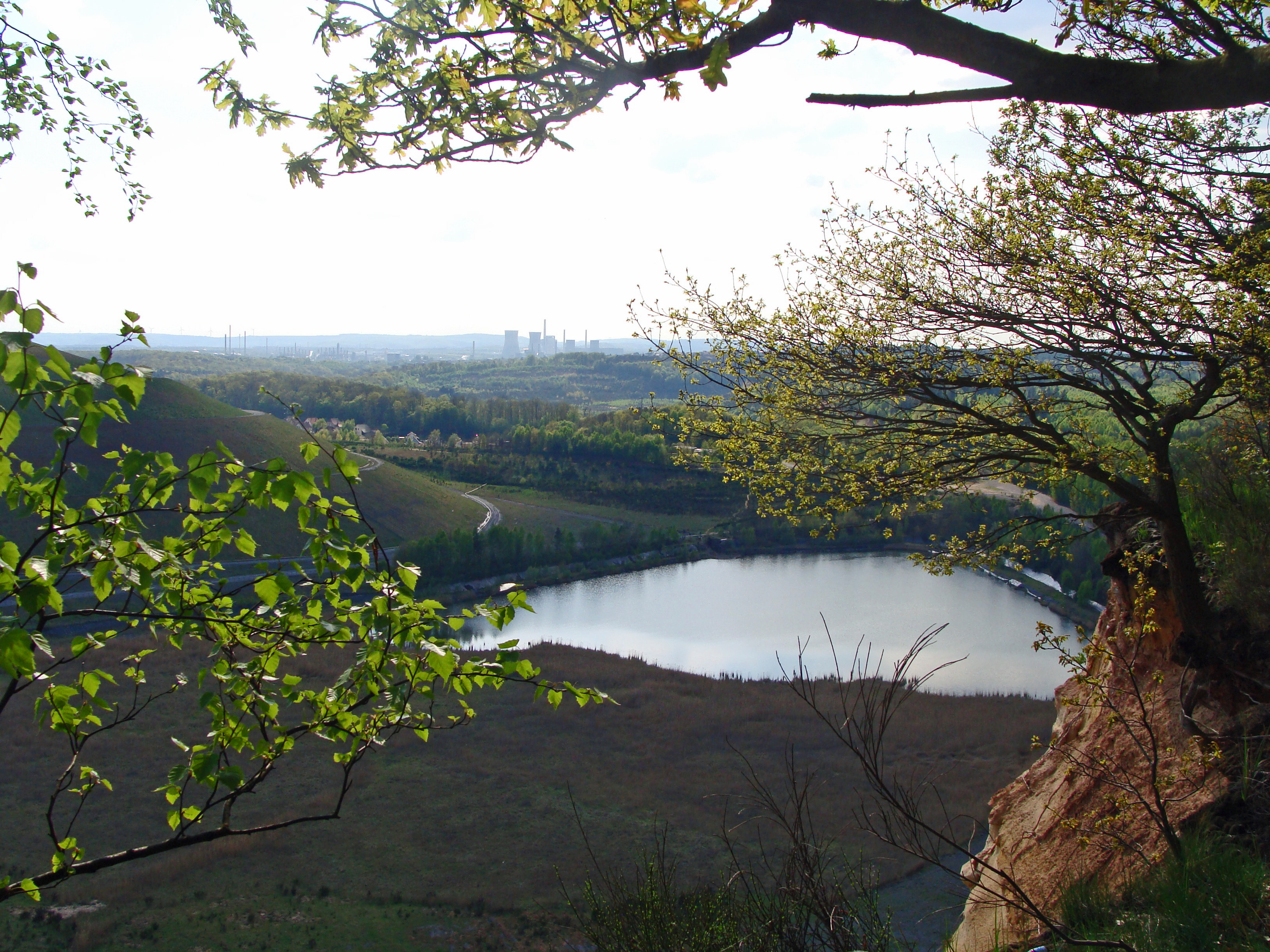
Carrière Barrois, vue vers Carling.
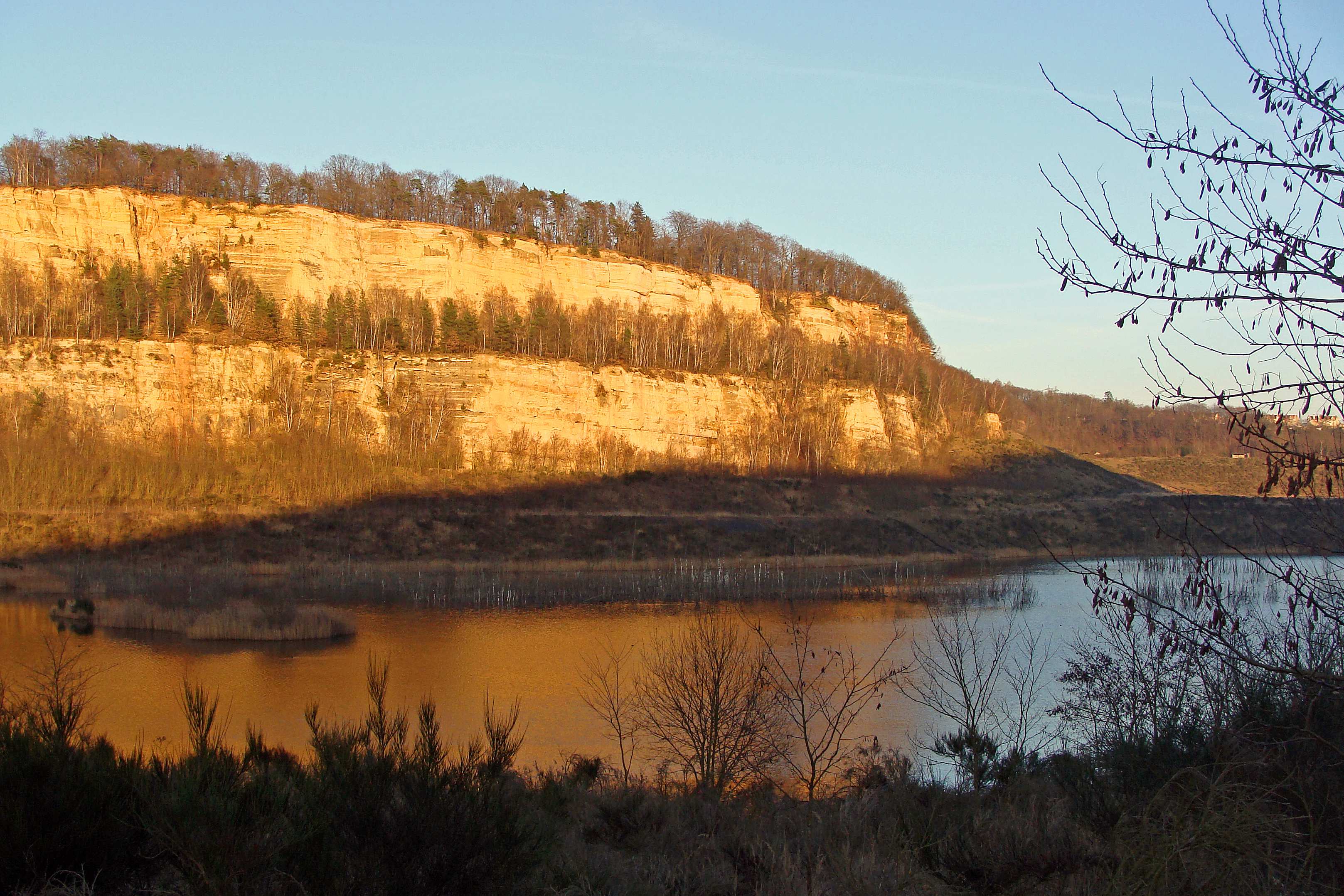
Carrière et plan d'eau (côté est).
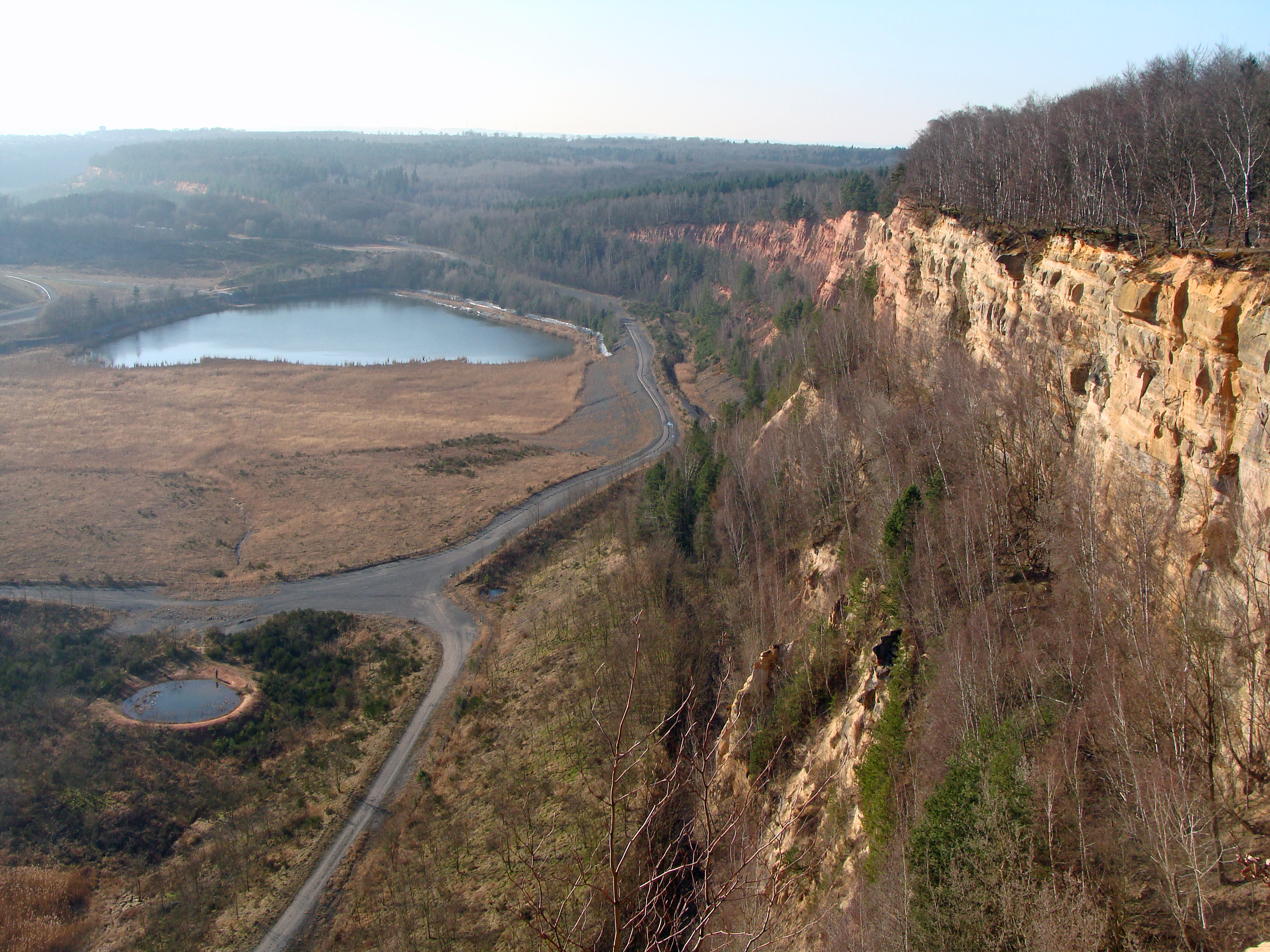
Carrière Barrois, vue vers l'ouest en direction de L'Hôpital.